# Hans von Blixen-Finecke (1886–1917)
Hans Gustaf von Blixen-Finecke, född 25 juli 1886 på Näsbyholms slott i Skurup, död 26 september 1917, var en svensk militär ryttare och flygpionjär. Han var son till Fredrik von Blixen-Finecke, tvillingbror till Bror von Blixen-Finecke och far till Hans von Blixen-Finecke. 

## Biografi
Hans von Blixen-Finecke föddes 1886 på Näsbyholms slott i Skurup. Han var son till hovjägmästaren Fredrik von Blixen-Finecke och comtesse Clara Krag-Juel-Vind-Friis. von Blixen-Finecke avlade 29 maj 1906 mogenhetsexamen och blev 31 maj 1906 volontär vid Skånska dragonregementet. Han avlade 19 december 1908  officersexamen och blev 31 december 1908 underlöjtnant vid regementet. von Blixen-Finecke blev 1910 löjtnant vid regementet.
Han var en mycket framgångsrik steeplechase-ryttare åren 1911–1915 med segrar i alla klassiska steeplechaser. Vid Sommarolympiaden i Stockholm 1912 placerade han sig på tredje plats i dressyrtävlingarna. För att kunna deltaga i flera tävlingar samma dag i Göteborg och Köpenhamn, anlitade han 1914 Enoch Thulin till en av landets första taxiflygningar.
Han genomgick en flygutbildning 1915 och tilldelades aviatördiplom nummer 23. Medan han arbetade med testflygningarna av Södertelge Verkstäders SW 16 på Malmen fattade flygplanet eld i luften till följd av bränsleläckage och von Blixen-Finecke omkom tillsammans med flygaren H.G. Pfeiff när flygplanet havererade.

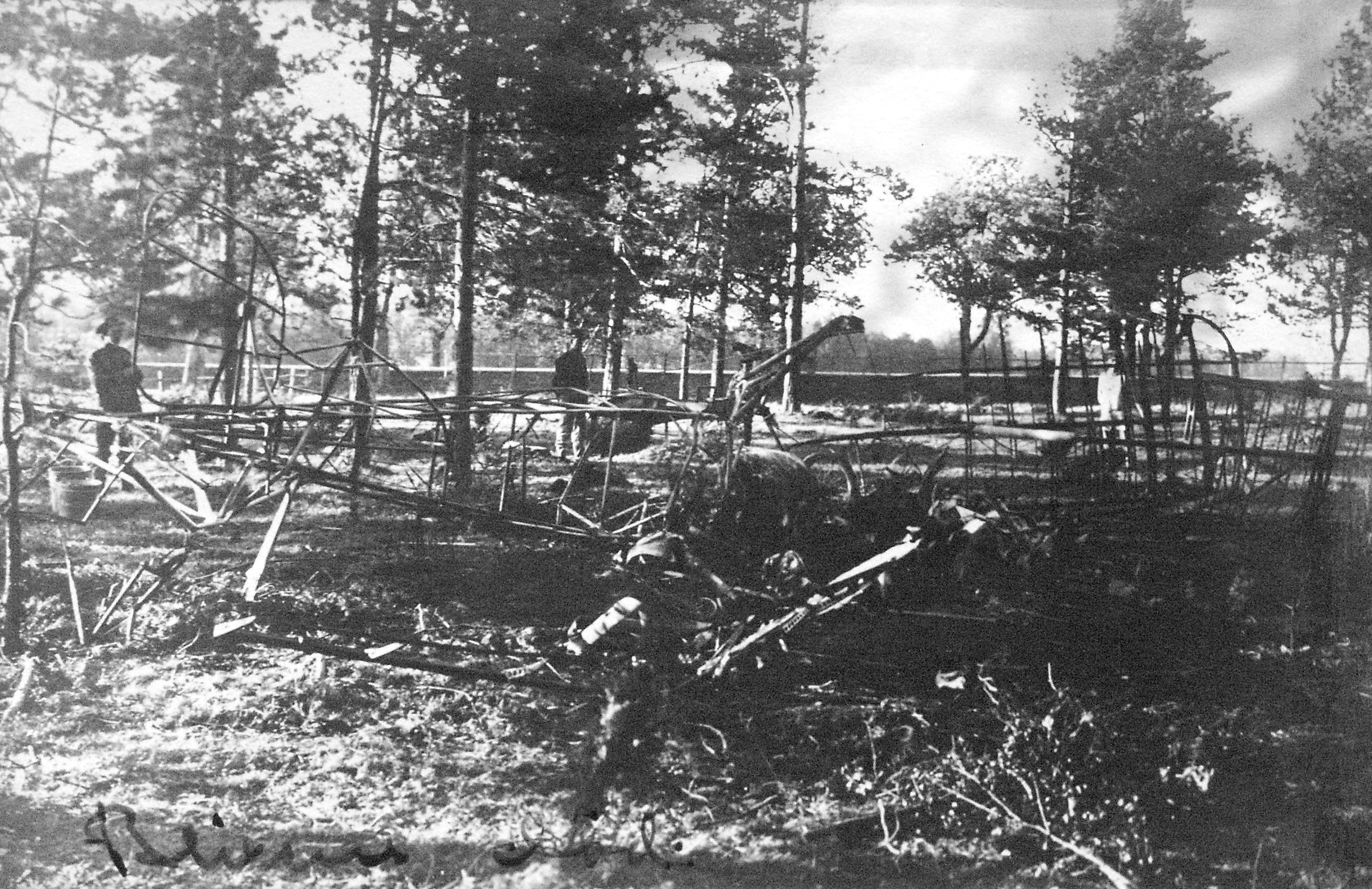
Hans Blixens flygplan på Malmen efter dödsstörtningen.

### Familj
von Blixen-Finecke gifte sig 15 juli 1915 på Trollenäs med Hilla-Brita Trolle (född 1894), dotter till överhovjägmästaren friherre Nils Trolle och friherrinnan Anna Leijonhufvud. De fick tillsammans militären och tävlingsryttaren Hans von Blixen-Finecke (1916–2005). Efter von Blixen-Finecke gifte Trolle om sig med löjtnanten greve Carl-Axel Trolle-Wachtmeister.